# Buenavista, Pátzcuaro
Buenavista är en ort i Mexiko.   Den ligger i kommunen Pátzcuaro och delstaten Michoacán de Ocampo, i den södra delen av landet, 250 km väster om huvudstaden Mexico City. Buenavista ligger 2 055 meter över havet och antalet invånare är 466.
Terrängen runt Buenavista är kuperad österut, men västerut är den platt. Runt Buenavista är det ganska tätbefolkat, med 139 invånare per kvadratkilometer. Närmaste större samhälle är Pátzcuaro, 8,6 km sydväst om Buenavista. I omgivningarna runt Buenavista växer huvudsakligen savannskog.